# Brodick
Brodick (en gaélique écossais : Breadhaig) est le bourg principal de l'île d'Arran, en Écosse. Brodick est situé à l'est de l'île, dans la baie de Brodick, au pied du Goat Fell, la montagne la plus haute d'Arran. Le nom de ce village vient du vieux norrois Breiðvík, signifiant « large baie ».

## Transports
L'île est reliée à l'Écosse « continentale » par un ferry, le MV Caledonian Isles, qui effectue les trajets Brodick-Ardrossan et Ardrossan-Brodick plusieurs fois par jour. La traversée dure en général moins d'une heure. C'est une des routes les plus empruntées du réseau de la compagnie maritime Caledonian MacBrayne.

## Économie
Brodick est une destination de vacances populaire et le tourisme y est la principale activité économique. On y trouve plusieurs commerces familiaux et indépendants, comme des magasins, des chambres d'hôtes, des hôtels, des restaurants ou des activités de plein air.
Plusieurs entreprises sont situées à Brodick :
- la brasserie d'Arran, située à Cladach
- Arran Aromatics, entreprise qui produit toute une gamme de cosmétiques
- Auchrannie Resort, un complexe de loisirs.

## Patrimoine

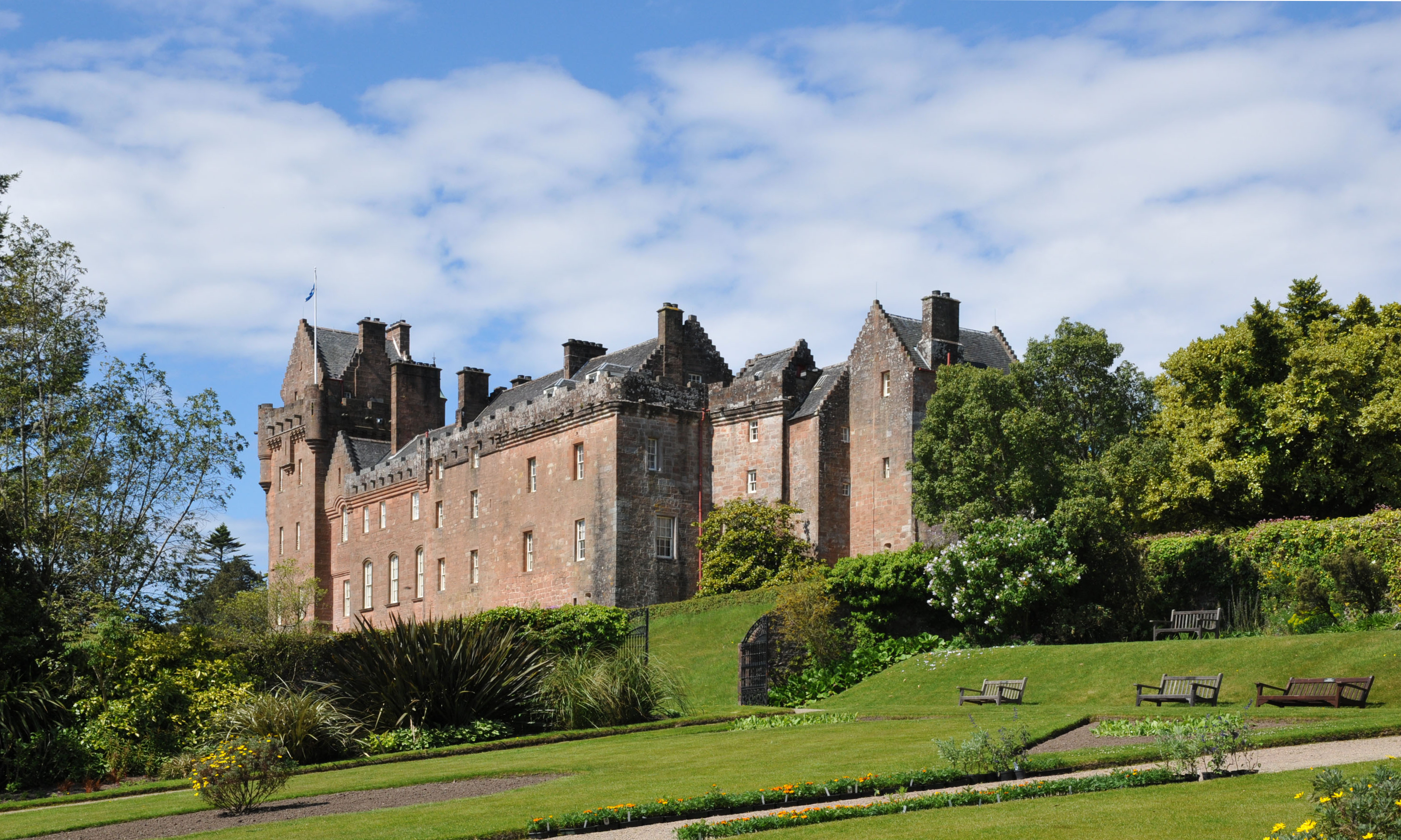
Le château de Brodick.

Le château de Brodick (angl. Brodick Castle) est situé non loin du village. Autrefois la résidence des ducs de Hamilton, il est aujourd'hui la propriété du National Trust for Scotland.